# Shaun Cassidy
Shaun Paul Cassidy (Los Angeles, 27 september 1958) is een Amerikaanse popzanger, acteur, songwriter en televisieproducent. Hij heeft een aantal televisieseries gemaakt en/of geproduceerd, waaronder American Gothic, Roar, Cold Case, Cover Me, The Agency, Invasion en Emerald City. Cassidy is momenteel uitvoerend producent en schrijver voor NBC's medische drama New Amsterdam.
Op de middelbare school tekende Cassidy een contract bij Warner Bros. Records, wat leidde tot zijn albums Shaun Cassidy, Born Late, Under Wraps, Room Service en Wasp. Bijna gelijktijdig speelde Cassidy in de ABC-televisieserie The Hardy Boys Mysteries, evenals Breaking Away en een aflevering in de soap General Hospital.
Terwijl hij op Broadway verscheen in het populaire muziekdrama Blood Brothers, schreef hij zijn eerste televisiepilot American Gothic. In 2020 keerde Cassidy terug naar het podium met zijn eenmansshow The Magic of a Midnight Sky. Cassidy is de oudste zoon van de Academy Award-winnende actrice Shirley Jones en Tony Award-winnende acteur Jack Cassidy. Hij is de jongere halfbroer van David Cassidy.

## Carrière

### Als zanger en artiest
Terwijl hij nog op de middelbare school zat, tekende Cassidy een contract met Mike Curbs divisie van Warner Bros. Records en begon met het opnemen van muziek. Naar het voorbeeld van zijn halfbroer David Cassidy startte hij in 1976 een carrière als zanger en tieneridool. Hij scoorde een paar hitsingles in verschillende landen, wat leidde tot een Amerikaanse publicatie van zijn eerste soloalbum Shaun Cassidy in 1977. Het multi-platina album leverde hem een nummer één Amerikaanse single op met Da Doo Ron Ron en een nominatie voor de Grammy Award voor «Best New Artist». Het door Eric Carmen geschreven That's Rock 'n' Roll (dat al een hit was in Australië en Europa) was de vervolgsingle en piekte op nummer 3. Zijn populariteit ging verder met de gelijktijdige komst van zijn televisieserie The Hardy Boys Mysteries (1977-1979), waarin ook Parker Stevenson speelde.
Cassidy's volgende album Born Late leverde de hit Hey Deanie (#7) op, ook geschreven door Carmen en een remake van Do You Believe in Magic? van The Lovin' Spoonful werd een matige hit voor Cassidy, met een piek op nummer 31.
Cassidy had twee succesvolle albums uitgebracht, maar bij het uitbrengen van zijn derde album Under Wraps, een miljoenenverkoper uit 1978, was de AM-radio in verval en begon zijn aantrekkingskracht als tiener te vervagen. Zijn volgende album Room Service haalde de Amerikaanse Billboard 200 niet. Cassidy probeerde een andere muzikale benadering voor zijn laatste publicatie met Wasp (1980). Dit album was meer rock/pop-georiënteerd en geproduceerd door Todd Rundgren met de band Utopia als begeleidingsband. Het kenmerkte nummers, geschreven door Rundgren, Cassidy en covers van nummers, waaronder Rebel, Rebel van David Bowie en So Sad About Us van The Who.

### Als acteur
Cassidy concentreerde zich gedurende het grootste deel van de jaren 1980 en het begin van de jaren 1990 op toneel. Hij verscheen in Broadway en West End-producties zoals Mass Appeal en Bus Stop, evenals de Amerikaanse première van Pass/Fail op het Mark Taper Forum in Los Angeles. Cassidy won een Dramalogue Award voor zijn werk in Mark Sheridens Diary of a Hunger Strike bij het L.A.T.C. en zijn laatste optreden was tegenover zijn halfbroer David en Petula Clark in de Broadway-productie van Blood Brothers (die meer dan een jaar met succes op Broadway liep, met Cassidy voor de derde keer op de cover van het tijdschrift People). Tijdens deze productie schreef Cassidy zijn eerste televisiepilot American Gothic, waarmee hij de deur opende voor een langdurig contract met Universal Television.

### Als schrijver en producent
Sindsdien heeft Cassidy talloze shows voor netwerk en kabel gecreëerd, geschreven en geproduceerd, waaronder American Gothic (1995-1996, geproduceerd met Sam Raimi), Roar (1997, met in de hoofdrol Heath Ledger), Cold Case (2003), Cover Me (2000 -2001), The Agency (2001-2003), Invasion (2005-2006) en Emerald City (2017). Cassidy schreef en produceerde Hysteria voor Amazon en is momenteel uitvoerend producent en schrijver voor New Amsterdam (2018-heden, met in de hoofdrol Ryan Eggold) op NBC.
In 2021 bracht Cassidy zijn eenmansshow The Magic of a Midnight Sky op het podium, waar hij in het hele land voor grote mensenmassa's speelde, zijn eerste livemuziekoptreden in bijna veertig jaar.

## Privéleven
Cassidy groeide op in Los Angeles en New York, ging naar een kostschool in Bucks County, Pennsylvania aan de Solebury School in Solebury Township, en studeerde af aan de Beverly Hills High School. Naast zijn oudere overleden halfbroer David Cassidy, heeft hij twee jongere broers, Patrick en Ryan Cassidy.
Cassidy is drie keer getrouwd en heeft acht kinderen. Zijn eerste vrouw was Ann Pennington, een model en voormalig Playboy-Playmate. Zij en Cassidy trouwden in 1979 en scheidden in 1993. Uit dit huwelijk heeft Cassidy een dochter, Caitlin (geb. 1981); een zoon, Jake (geb. 1985); en een stiefdochter, Jessica (geb. 1970).
Hij trouwde in 1995 met actrice Susan Diol. Ze hebben een dochter, Juliet (geb. 1998) en scheidden in 2003.
Hij is sinds 2004 getrouwd met producente Tracey Lynne Turner. Ze hebben vier kinderen: Caleb (geb. 2005), Roan (geb. 2006), Lila (geb. 2008) en Mairin (geb. 2011).

## Discografie

### Singles
- 1976: Hey There Lonely Girl
- 1976:	Morning Girl (origineel The Neon Philharmonic, 1969)
- 1976:	That's Rock'n'Roll
- 1977: Carolina's Comin’ Home
- 1977:	Be My Baby (origineel The Ronettes, 1963)
- 1977:	Da Doo Ron Ron (origineel The Crystals, 1963)
- 1977:	Hey Deanie (origineel van Eric Carmen)
- 1978: Are You Afraid of Me?
- 1978: Hard Love
- 1978: Midnight Sun
- 1978:	Do You Believe in Magic (origineel The Lovin' Spoonful, 1965)
- 1978:	Our Night
- 1979: You're Usin' Me
- 1980: Rebel, Rebel
- 1981: So Sad About Us
- 1989: Memory Girl

### Albums
- 1977:	Shaun Cassidy
- 1978:	Born Late
- 1978:	Under Wraps
- 1979: Room Service
- 1979: That's Rock 'n' Roll Live
- 1980: Wasp

### Compilaties
- 1992: Greatest Hits

- Bibsys: 9003643
- Biblioteca Nacional de España: XX881770
- Bibliothèque nationale de France: cb13582902r (data)
- Gemeinsame Normdatei: 134646819
- International Standard Name Identifier: 0000 0003 5407 3427
- Library of Congress Control Number: n78046976
- MusicBrainz: df9ed132-5b6a-4e7d-a468-033cffc21947
- Bibliotheek van het Japanse parlement: 00539094
- Nederlandse Thesaurus van Auteursnamen: 096782471
- SNAC: w6dr423t
- Système universitaire de documentation: 242911358
- Virtual International Authority File: 16029644
- WorldCat: E39PBJccgTVF3fWPb7dYdRgR8C